# Fact - Arte - Fact
Fact - Arte - Fact er en dansk eksperimentalfilm fra 1991, der er instrueret af Kirsten Dehlholm og Trine Vester.

## Handling
En forestilling opført på Statens Museum for Kunst, skabt over temaet: Det dobbelte, Spejling, Genteknologi, Skabelse. Fem par enæggede tvillinger, to engle og to musikere medvirker.